# 米歇尔·雷诺
米歇尔·雷诺（法語：Michel Raynaud，1938年6月16日—2018年3月10日），生于法国里永，法国数学家，法国科学院通讯院士。他的研究领域是代数几何。
他早年师从格罗滕迪克。1967年成为巴黎第十一大学教授，2001年退休成为名誉教授。他1983年证明了马宁-芒福德猜想。1994年他和Harbater证明了Abhyankar猜想。
雷诺1994年4月11日当选为法兰西科学院通讯院士，1995年获得柯尔代数奖。
他的夫人米谢勒·雷诺（法語：Michèle Raynaud）也是格罗滕迪克的学生。